# سياسة الباب المفتوح

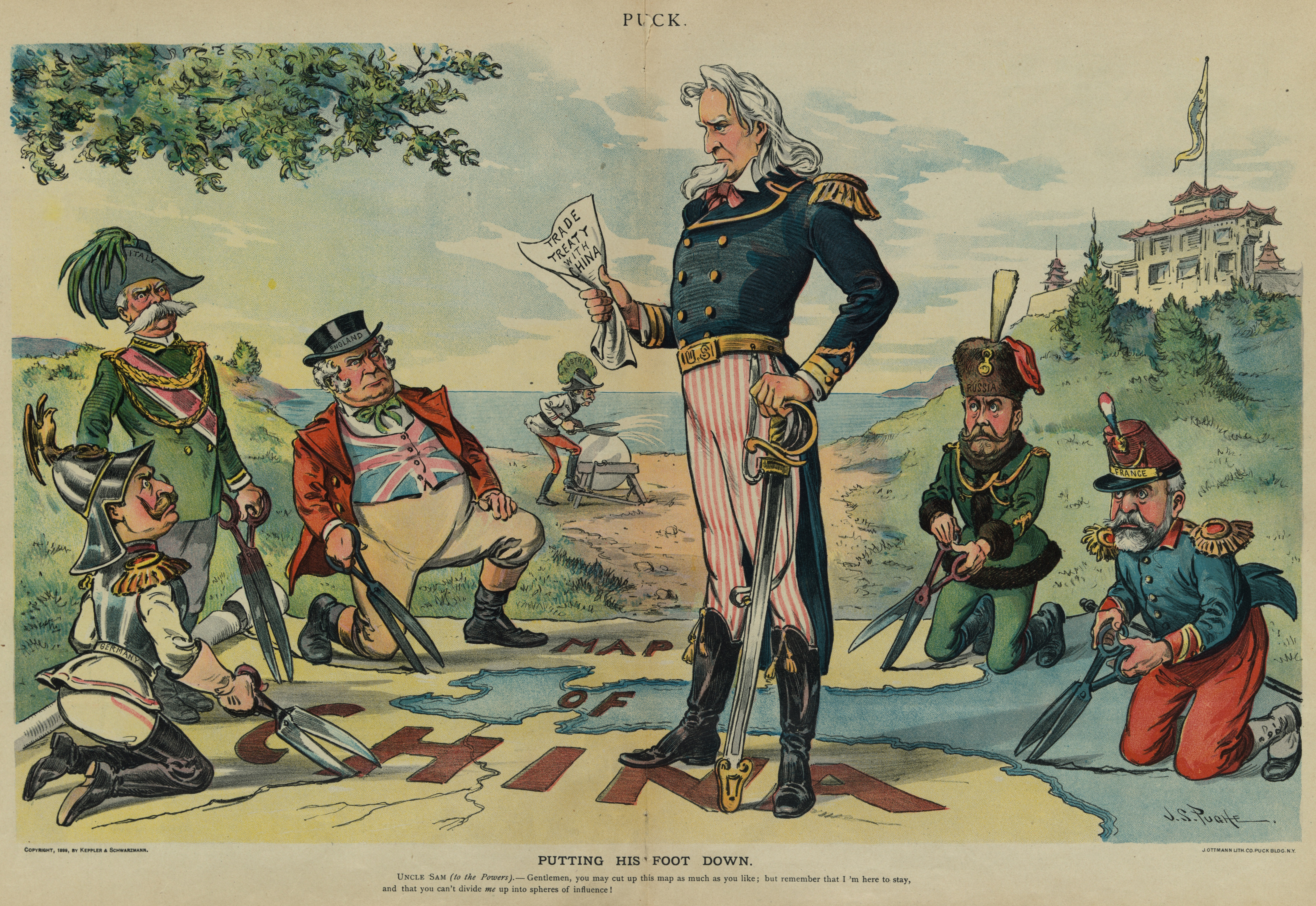

أسلوب سياسي يقوم بتعهد الدول العظمى بعدم انفراد أية دولة بالحصول علي امتيازات تجارية أو صناعية أو سياسية. وقد بدأت الولايات المتحدة الأمريكية بالمطالبة بتنفيذ سياسة الباب المفتوح في الربع الثاني من القرن التاسع عشر، ثم نصت عليها جميع المعاهدات التي أبرمتها الدول مع الصين بعد حروب الأفيون . وقد تعهدت هذه الدول بمواصلة انتهاج هذه السياسة بعد إخماد ثورة البوكسر في عام 1900, وتعهدت الدول باتباع هذه السياسة فيما يختص بحوض نهر الكونغو عام 1885, كما تعهدت الولايات المتحدة باتباع سياسة الباب المفتوح في الفلبين بعد استيلائها عليها عام 1899.
اتفاقية سياسة الباب المفتوج المقترحة من وزير الخارجية الأمريكية سنة 1899:

سياسة الباب المفتوح هي مبادرة أطلقتها الولايات المتحدة عام 1899 وأسمتها بـ(بيان المباديء) وتهدف لتأمين امتيازات متساوية بين الدول التي تتعامل تجاريا مع الصين، ولدعم الوحدة الصينية إقليميا وإداريا. وكان البيان قد صدر من قبل وزير خارجية الولايات المتحدة جون هاي وأرسل إلى دول: بريطانيا العظمى، وألمانيا، وفرنسا، وإيطاليا، واليابان، وروسيا واستقبلت في غالبها بتأييد عالمي في الولايات المتحدة، ولأكثر من 40 عاما كانت هي حجر الأساس في السياسات الخارجية الأمريكية.
وكانت المباديء التي أشارت إلى أنه يجب على كل دولة الحصول على فرص وصول متساوية إلى أي من المنافذ التجارية في الصين قد نصت عليها معاهدات نانكينغ ووانغيا الإنجليزية-الصينية في عامي 1842-1844 (Anglo-Chinese treaties of Nanking and Wanghia). وكانت بريطانيا العظمى أكثر من أي قوة عظمى لديها مصالح في الصين، وقد حافظت بنجاح على سياسة الباب المفتوح حتى أواخر القرن التاسع عشر. وبعد حرب السينو الأولى (1894-95) كان هناك تسارع في عمليات امتداد نفوذ السيطرة في أجزاء مختلفة من السواحل الصينية وخاصة من قبل روسيا وفرنسا وألمانيا وبريطانيا، وخلال هذه العمليات ادعت القوة المهيمنة أن لها امتيازات حصرية في الاستثمار، وهو الشيء الذي أثار المخاوف في أن تسعى كل قوة إلى احتكار التجارة، إضافة إلى أن ذلك قد يؤدي إلى انقسام الصين إلى اقتصادات متفرقة يتم السيطرة عليها من قبل قوى مختلفة مما سيقود إلى إخضاع كامل للصين وإلى انقسامها إلى مستعمرات متفرقة.